# Wesley Clark
Wesley Kanne Clark (23 de diciembre de 1944) es un general retirado del Ejército de los Estados Unidos. Fue comandante supremo de la Organización del Tratado del Atlántico Norte durante la Guerra de Kosovo, donde dirigió el bombardeo de la OTAN sobre Yugoslavia. En el año 2003 se postuló como precandidato del Partido Demócrata a la presidencia de los Estados Unidos.

## Biografía
Wesley Clark nació el 23 de diciembre de 1944 en Chicago, Illinois, EE. UU. Su padre, Benjamín Kanne, era veterano de la Primera Guerra Mundial y falleció cuando Clark tenía apenas un año. Tras la muerte de su padre, su madre Veneta se lo llevó a vivir a Little Rock, Arkansas, y ahí contrajo segundas nupcias con Victor Clark, un exbanquero que se convertiría en padrastro de Wesley y le daría el apellido con el que actualmente se le conoce.
En 1962 fue aceptado en la academia militar estadounidense en West Point para así dar comienzo a 38 años de servicio en la milicia norteamericana. Durante su estancia en la academia conoció a Gertrude Kingston, su actual esposa, en un baile ofrecido a los miembros de la naval. Terminó en primer lugar de su generación y ganó una beca de Rodas para cursar la Maestría en Política, Filosofía y Economía en la Universidad de Oxford del Reino Unido. A los 25 años y con el grado de capitán comandó una compañía de infantería mecanizada en Vietnam, siendo herido con cuatro proyectiles en combate. Su desempeño en el sudeste asiático le hizo acreedor a la Medalla de plata del ejército estadounidense.
Durante su carrera militar el general Clark comandó batallones en Estados Unidos y en Alemania, especializándose en aquellos batallones con problemas de disciplina o pésimas evaluaciones y convirtiéndolos en unidades ejemplares. Al iniciar la Guerra del Golfo Pérsico Clark ya era general y tenía bajo su responsabilidad el Centro Nacional de Entrenamiento del Ejército de los EE. UU. En 1997 fue nombrado comandante supremo aliado en Europa (SACEUR) de la OTAN y dirigió desde ese puesto las acciones militares estadounidenses en la guerra de Kosovo, la más sangrienta en Europa desde la Segunda Guerra Mundial.
En el invierno de 2003, Wesley Clark se postuló como precandidato del Partido Demócrata a la presidencia de los Estados Unidos. Entre quienes le manifestaron su apoyo públicamente destacan el director de cine Michael Moore.

## Obra
- Don't Wait for the Next War: A Strategy for American Growth and Global Leadership (2014)
- A Time to Lead: For Duty, Honor and Country (2007)
- Great Generals series (2006)
- Winning Modern Wars: Iraq, Terrorism, and the American Empire (2004)
- Waging Modern War: Bosnia, Kosovo, and the Future of Combat (2001)

## Condecoraciones
- Medalla Presidencial a la Libertad de los EE. UU.
- Caballero Honorario del Reino Unido.
- Caballero Honorario de los Países Bajos.
- Comandante de la Legión de Honor de Francia.